# One in a Million (Guns N' Roses)
One in a Million è una canzone dei Guns N' Roses, pubblicata come ottava traccia dell'album G N' R Lies (1988).

## Critiche
All'uscita la canzone creò scalpore nei media e tra il pubblico a causa del testo razzista e offensivo nei confronti di poliziotti, neri, immigrati e gay.
Nello specifico alcune frasi che fecero scoppiare le critiche sono:
(Guns N' Roses)
Ovviamente questa canzone costò molta pubblicità negativa al gruppo, che però riuscì comunque a mantenere un grande seguito.
Tuttavia, il giudizio dei media non ha tenuto conto dell'ultima strofa della canzone, che offre una chiave di lettura meno radicale del resto del testo:
Don't point your finger at me

I'm a small town white boy

Just tryin' to make ends meet

Don't need your religion

Don't watch that much TV

Just makin' my livin', baby,

Well that's enough for me»
Traduzione:
non puntatemi il dito contro

sono un ragazzo bianco di provincia

che cerca solo di arrivare a fine mese

non ho bisogno della vostra religione

non guardo più di tanto la tv

penso solo ai fatti miei, bella,

e non ho altro da dire»
Nonostante la pubblicità negativa ricevuta, One in a Million è stata sempre apprezzata dai fans per il riff accattivante e per la velocità e la compattezza ritmica.
Slash (per metà afroamericano) dichiarò in seguito che i contenuti della canzone erano relativi a brutte esperienze personali avute da Axl nei confronti di afroamericani, gay, polizia, etc. e quindi non qualcosa di generalizzabile. In ogni caso, in seguito alle numerose critiche ricevute, la canzone non venne più suonata nei loro concerti.